# Wincenty Tomasz Tyszkiewicz
Wincenty Tomasz Tyszkiewicz herbu Leliwa (ur. 10 kwietnia 1796 w Kolbuszowej, zm. 28 kwietnia 1856 w Grylewie) – pułkownik wojsk Królestwa Polskiego, powstaniec listopadowy, emigrant.

## Życiorys
Był synem Jerzego Tyszkiewicza rotmistrza petryhorskiego i jego żony Łucji Franciszki Lubomirskiej. 25 maja 1811 w wyniku nieszczęśliwego wypadku postrzelił śmiertelnie swoją matkę. Wraz ze starszymi braćmi wstąpił do 2 pułku ułanów Księstwa Warszawskiego dowodzonego przez stryja generała Tadeusza Tyszkiewicza. W wieku 17 lat został podpułkownikiem. Brał udział w wyprawie Napoleona na Moskwę w 1812 oraz w bitwie narodów pod Lipskiem. Za zasługi został odznaczony Legią Honorową. Po upadku Napoleona w 1815 znalazł się w szeregach Wojska Polskiego Królestwa Polskiego w stopniu pułkownika. Zaangażował się w działalność konspiracyjną Towarzystwa Patriotycznego, po aresztowaniach wśród członków schronił się w rodzinnych posiadłościach w Galicji. Aresztowany w 1826 osądzony w procesie we Lwowie w więzieniu przesiedział 8 miesięcy. Po odzyskaniu wolności udał się na teren Wołynia. Tutaj poznał i poślubił w 1827 swoją żonę Febronię z Szołayskich. Z jej siostrą Eufrozyną ożenił się starszy brat Wincentego Henryk Jerzy. W czasie powstania listopadowego zaangażował się w działania najpierw na terenie Wołynia, a później w prace sejmu w 1831 jako poseł okręgu skwirskiego. Brał udział w bitwie pod Ostrołęką. 20 września 1831 został odznaczony Złotym Krzyżem Virtuti Militari
Po upadku powstania Wincenty wyjeżdża do Lipska, gdzie m.in. zaprzyjaźnia się z młodym wówczas kompozytorem Ryszardem Wagnerem, którego zaprasza na obchody 3 maja, co skutkuje powstaniem uwertury Polonia na cześć Powstania listopadowego.  W listopadzie 1832 powraca do Polski aby zaangażować się w działalność Związku Bezimiennego. Był członkiem sejmu powstańczego na emigracji. Po kolejnych aresztowaniach w 1835 i rozbiciu przez władze konspiratorów wyjeżdża po raz kolejny zagranicę do Brukseli. Angażuje się w działalność Zjednoczenia Emigracji Polskiej będąc redaktorem dwutygodnika 'Orzeł Biały". W 1840 umiera na serce żona Wincentego a w 1845 niespodziewanie w wieku 17 lat najstarszy syn Jan (Janusz). Wincenty na emigracji jest także jednym z założycieli „Stowarzyszenie Ojców Rodzin Polskich w Wychodźstwie", które powstaje w 1841 celem kształcenia dzieci emigrantów. Po Wiośnie Ludów w 1848 decyduje się powrócić, osiedla się w Wielkim Księstwie Poznańskim żeniąc się po raz drugi z Izabelą Goetzendorf-Grabowską córką Józefa hrabiego na Grylewie. Podróżował do Królestwa Polskiego i Galicji, odwiedził rodzinne majątki. Zmarł prawdopodobnie na tyfus wiosną 1856 w Grylewie, pochowany został w kaplicy cmentarnej na miejscowym cmentarzu.